# 9 maj
9 maj är den 129:e dagen på året i den gregorianska kalendern (130:e under skottår). Det återstår 236 dagar av året.

## Återkommande bemärkelsedagar

### Flaggdagar
- Danmark: Militär flaggdag till minne av slaget vid Helgoland 1864

### Festdagar
- Ryssland: Segerdagen 1945 (till minne av den tyska kapitulationen efter andra världskriget 1945)
- Europeiska unionen: Europadagen (till minne av Schumandeklarationen om att skapa ett enat Europa 1950)

## Namnsdagar

### I den svenska almanackan
- Nuvarande – Reidar och Reidun
- Föregående i bokstavsordning
  - Gideon – Namnet förekom på 1600-talet på 10 oktober och på 1700-talet på 1 september, men utgick sedan. 1986 återinfördes det på 18 december, men flyttades 1993 till dagens datum och utgick 2001. Ursprunget till namnet är domaren Gideon hos israeliterna i Biblen.
  - John – Namnet infördes på dagens datum 1986, men flyttades 1993 till 3 maj, där det har funnits sedan dess.
  - Johnny – Namnet infördes på dagens datum 1986, men utgick 1993.
  - Jonatan – Namnet infördes på dagens datum 1901 och fanns där fram till 2001, då det flyttades till 22 december.
  - Reidar – Namnet infördes 1986 på 28 juli, men flyttades 1993 till 30 mars och 2001 till dagens datum.
  - Reidun – Namnet infördes, tillsammans med Reidar, 1986 på 28 juli. 1993 utgick det, men återinfördes 2001 på dagens datum.
  - Timotheos – Namnet fanns på dagens datum före 1901, då det utgick. Det stod där till minne av aposteln Paulus lärjunge Timotheos, som blev biskop i Efesos och fick ta emot Första och Andra Timotheosbrevet av Paulus.
- Föregående i kronologisk ordning
  - Före 1901 – Timotheus
  - 1901–1985 – Jonatan
  - 1986–1992 – Jonatan, John och Johnny
  - 1993–2000 – Jonatan och Gideon
  - Från 2001 – Reidar och Reidun
- Källor
  - Brylla, Eva (red.): Namnlängdsboken, Norstedts ordbok, Stockholm, 2000. ISBN 91-7227-204-X
  - af Klintberg, Bengt: Namnen i almanackan, Norstedts ordbok, Stockholm, 2001. ISBN 91-7227-292-9

### Finlandssvenska almanackan
- Nuvarande från 2005[1] – Tim
- I föregående revideringar[a][2]
  - 1929–1994 – Rainer
  - 1995–2004 – Dennis

## Händelser
- 1087 – Viktor III kröns till påve, nästan ett år efter att han har blivit utsedd till posten. Några dagar efter hans utnämning 1086 har kardinalskollegiet nämligen tvingats fly från Rom och då han själv har varit mycket motvillig till att bli påve, har han då dragit sig tillbaka till ett kloster. Vid fastan detta år har han dock accepterat posten, men avlider redan 16 september samma år.
- 1280 – Vid den norske kungen Magnus Lagaböters död efterträds han som kung av Norge av sin son Erik Prästhatare. Kung Magnus har fått sitt tillnamn, då han har gjort stora förbättringar av de norska lagarna, medan Erik får sitt tillnamn genom att hans mor Ingeborg under hans omyndighetstid för en strid med den norska kyrkan och tvingar den att avsäga sig en del maktbefogenheter – Erik har alltså inte själv någon del i bakgrunden till tillnamnet.
- 1808 – Några hundra åländska bönder besegrar och tillfångatar den ryska styrka, som har landstigit på Åland under det pågående finska kriget, vid Kumlinge prästgård och striden går till historien som Kumlingeslaget. Tre ålänningar stupar i slaget.
- 1926 – Den amerikanske flygpionjären Richard Byrd och hans pilot Floyd Bennett hävdar att de har blivit de första, som har flugit över nordpolen. Bedriften betvivlas dock och under många årtionden debatteras äktheten i hans rapporter från flygningen. Den första flygningen över nordpolen, som med säkerhet genomförs sker tre dagar senare, då polarforskaren Roald Amundsen med luftskeppet Norge flyger från Spetsbergen till Alaska.
- 1936 – Italien grundar kolonin Italienska Östafrika, genom att slå samman Italienska Eritrea och Somaliland med kejsardömet Etiopien, som Italien har erövrat genom det andra italiensk-abessinska kriget, som har utkämpats mellan Italien och Etiopien sedan oktober året före. 1940 införlivas även Brittiska Somaliland med kolonin, men den upplöses redan i november 1941, när de allierade återerövrar området och återger Etiopien sin självständighet.
- 1941 – Den tyska ubåten U-110 erövras av brittiska flottan. Ombord finner man den senaste versionen av den tyska krypteringsmaskinen Enigma, som de allierade sedan kan använda för att avkoda tyska kodmeddelanden.
- 1945 – Den norske ministerpresidenten och nazistkollaboratören Vidkun Quisling, som är grundare av och partiledare för det norska nazistpartiet Nasjonal Samling, överlämnar sig till den norska polisen, två dagar efter att tyskarna har kapitulerat i Norge. Efter en rättegång under sensommaren och början av hösten döms han, som skyldig till förräderi, till döden och avrättas på Akershus fästning den 24 oktober.
- 1950 – Den franske utrikesministern Robert Schuman framlägger den så kallade Schumandeklarationen, i vilken han pläderar för att den franska kol- och stålindustrin ska samarbeta med den västtyska, genom gemensam kontroll av dessa industrigrenar. Tanken är att freden ska säkras i Europa, då kol och stål är basen för krigsindustrin och samarbetet ska även vara öppet för andra stater. Då detta blir den första grunden för det europeiska samarbete, som numera har utvecklats till Europeiska unionen (EU), firas dagen inom unionen som Europadagen.
- 1955 – Västtyskland blir medlem i den europeisk-amerikanska försvarsalliansen Nato, fyra dagar efter att de sista allierade trupperna har lämnat landet. Försvarsorganisationen har grundats sex år tidigare, men förutom när Spanien blir medlem 1982 dröjer det till 1999, efter kalla krigets slut, innan Natos medlemsantal börjar utökas. Det västtyska medlemskapet är en av orsakerna till att Sovjetunionen fem dagar senare skapar den östliga försvarsalliansen Warszawapakten.
- 1982 – Den svenske boxaren Ingemar Johansson får motta den silvermedalj han erövrade vid sommar-OS i Helsingfors knappt 30 år tidigare. Där har han i boxningsfinalen blivit diskvalificerad för passivitet, vilket vid den tiden ansågs som en stor skandal. Nu får han alltså ta emot medaljen, sedan det har upptäckts, att Internationella olympiska kommittén (IOK) inte har rätt att frånta en idrottsman hans medalj.
- 2004
  - Under firandet av segerdagen i den tjetjenska huvudstaden Groznyj blir den tjetjenske presidenten Achmat Kadyrov mördad, då en sprängladdning exploderar på Groznyjs stadion, där han befinner sig. Sprängladdningen har monterats in i en betongpelare på stadion flera år tidigare och förutom presidenten dödas ett 30-tal andra personer, medan 56 stycken skadas.[3]
  - Kanada besegrar Sverige med 5–3 i finalen av årets ishockey-VM i Prag. Matchen blir en publiksuccé för den svenska tv-kanalen TV3, som med drygt 2 100 000 tittare slår nytt tittarrekord.

## Födda
- 1147 – Minamoto no Yoritomo, grundare av Kamakura
- 1170 – Valdemar Sejr, kung av Danmark
- 1675 – Anders Örbom, svensk militär
- 1746 – Theodore Sedgwick, amerikansk jurist och federalistisk politiker, senator för Massachusetts
- 1754 – Carl Axel Wachtmeister, svensk greve, justitieråd och justitiekansler, en av rikets herrar, Sveriges riksdrots 1787–1809 och justitiestatsminister 1809–1810
- 1786 – William Slade, amerikansk politiker, guvernör i Vermont
- 1768 – Johan Wilhelm Liljencrantz, svensk greve, militär, ämbetsman och landshövding i Västmanlands län
- 1800 – John Brown, amerikansk slaverimotståndare
- 1825 – James Collinson, brittisk målare
- 1831 – Helge Åkeson, svensk pacifistisk baptistpredikant och bibelöversättare
- 1837 – Adam Opel, tysk smed och fabrikör, grundare av bilföretaget Opel
- 1845 – Gustaf de Laval, svensk ingenjör, uppfinnare och industriman, grundare av industriföretaget AB Separator (nuvarande Alfa Laval)
- 1857 – Luigi Illica, italiensk librettist
- 1860
  - J.M. Barrie, brittisk författare och dramatiker, mest känd för böckerna om Peter Pan
  - John L. McLaurin, amerikansk demokratisk politiker, senator för South Carolina
- 1866 – Elizabeth Magie, amerikansk spelutvecklare
- 1870 – Harry Vardon, brittisk golfspelare
- 1886 – Francis Biddle, amerikansk jurist och politiker, USA:s justitieminister
- 1892 – Eric Westberg, svensk musikorganisatör, kompositör och dirigent
- 1895 – Richard Barthelmess, amerikansk skådespelare
- 1907 – Baldur von Schirach, tysk nazistisk politiker, ledare för den nazistiska ungdomsorganisationen Hitlerjugend
- 1918 – Axel Grönberg, svensk brottare med smeknamnet Acke, OS-guld 1948 och 1952
- 1919 – John Henry Kyl, amerikansk republikansk politiker
- 1920 – Richard Adams, brittisk författare
- 1924 – Bulat Okudzjava, sovjetisk poet, författare och pionjär inom trubadurkonsten
- 1927 – Manfred Eigen, tysk biofysiker och kemist, mottagare av Nobelpriset i kemi 1967
- 1928 – Pancho Gonzales, amerikansk tennisspelare
- 1930 – Joan Sims, brittisk skådespelare
- 1932 – Geraldine McEwan, brittisk skådespelare
- 1936
  - Albert Finney, brittisk skådespelare
  - Glenda Jackson, brittisk skådespelare och Labourpolitiker, parlamentsledamot
- 1938 – Carroll Cole, amerikansk seriemördare
- 1940 – James L. Brooks, amerikansk manusförfattare, regissör och producent
- 1942
  - John Ashcroft, amerikansk republikansk politiker, guvernör i Mississippi och senator för samma delstat, USA:s justitieminister
  - Tommy Roe, amerikansk musiker
- 1943
  - Vince Cable, brittisk liberaldemokratisk politiker, parlamentsledamot, liberaldemokraternas tillförordnade partiledare, Storbritanniens industriminister
  - Ove Grahn, svensk fotbollsspelare
- 1944 – Lars Norén, svensk dramatiker
- 1946
  - Candice Bergen, amerikansk skådespelare och tv-personlighet
  - Anders F. Rönnblom, svensk låtskrivare, sångare och gitarrist
- 1947 – Michael Levitt, amerikansk-brittisk-israelisk biofysiker, mottagare av Nobelpriset i kemi 2013
- 1948 – Kenneth Gärdestad, svensk sångtextförfattare och arkitekt
- 1949 – Billy Joel, amerikansk sångare, pianist och låtskrivare
- 1955
  - Kent Jönsson, svensk fotbollsspelare, kopia av Svenska Dagbladets guldmedalj 1979
  - Anne Sofie von Otter, svensk operasångerska
- 1956 – Frank Andersson, svensk brottare, bragdmedaljör 1977
- 1961 – John Corbett, amerikansk skådespelare
- 1962 – David Gahan, brittisk musiker och låtskrivare, sångare i gruppen Depeche Mode
- 1963 – Gary Daniels, brittisk skådespelare
- 1965 – Steve Yzerman, kanadensisk ishockeyspelare och -manager
- 1968
  - Ruth Kelly, brittisk Labourpolitiker, parlamentsledamot, Storbritanniens utbildningsminister, kommun- och jämställdhetsminister samt transportminister
  - Scott Pruitt, amerikansk jurist och politiker
- 1972 – Claire Ward, brittisk jurist och Labourpolitiker, parlamentsledamot
- 1975
  - Jane Törnqvist, svensk fotbollsspelare, VM-silver 2003
  - Emil Wingstedt, svensk orienterare
- 1977 – Markus Oscarsson, svensk kanotist
- 1979 – Pierre Bouvier, fransk-kanadensisk musiker, sångare i gruppen Simple Plan

## Avlidna
- 1280 – Magnus Lagaböter, 42, kung av Norge sedan 1263
- 1766 – Thomas Arthur, 64, irländsk-fransk krigare (avrättad)
- 1767 – Jean Fredman, omkring 54 eller 55, svensk urmakare
- 1789 – Anders Johan von Höpken, 77, svensk greve, politiker och riksråd, Sveriges kanslipresident 1752–1761, ledamot av Svenska Akademien sedan 1786
- 1805 – Friedrich Schiller, 45, tysk författare
- 1825 – Carl Pontus Gahn, 66, svensk militär
- 1850 – Louis Joseph Gay-Lussac, 71, fransk fysiker och kemist
- 1870 – Lawrence Brainerd, 76, amerikansk slaverimotståndare, affärsman och politiker, senator för Vermont 1854–1855
- 1915 – Anthony Wilding, 31, nyzeeländsk tennisspelare (stupad)
- 1931 – Albert A. Michelson, 78, amerikansk sjöofficer och fysiker, mottagare av Nobelpriset i fysik 1907
- 1937 – Harry S. New, 78, amerikansk republikansk politiker, senator för Indiana 1917–1923, USA:s postminister 1923–1929
- 1940 – Gustaf Eliasson, 73, svensk grosshandlare och liberal politiker
- 1945 – Beda Hallberg, 76, svensk socialaktivist, initiativtagare till skapandet av majblomman
- 1964 – Einar Groth, 60, svensk violinist, kapellmästare och kompositör
- 1971 – Albert W. Hawkes, 92, amerikansk affärsman och republikansk politiker, senator för New Jersey 1943–1949
- 1976
  - Sven-Eric Gamble, 51, svensk skådespelare
  - Otto Kerner, 67, amerikansk demokratisk politiker, militär och jurist, guvernör i Illinois 1961–1968
  - Ulrike Meinhof, 41, västtysk journalist och terrorist
- 1978 – Aldo Moro, 61, italiensk kristdemokratisk politiker, Italiens premiärminister 1963–1968 och 1974–1976 (mördad)
- 1986 – Tenzing Norgay, 72, nepalesisk sherpa
- 1995 – Alf Henrikson, 89, svensk författare, poet och tidningsman
- 1998 – Alice Faye, 83, amerikansk skådespelare och sångare
- 2001 – Marie Cardinal, 72, fransk författare
- 2003 – Russell B. Long, 84, amerikansk demokratisk politiker, senator för Louisiana 1948–1987
- 2004
  - Brenda Fassie, 39, sydafrikansk popmusiker
  - Achmat Kadyrov, 52, tjetjensk politiker, Tjetjeniens president sedan 2003 (mördad)
- 2007
  - Sture Borgedahl, 90, svensk musikförläggare
  - János Steinmetz, 59, ungersk vattenpolospelare
- 2009 – Bodil Granberg, 58, svensk djuruppfödare och cirkusdirektör
- 2010 – Lena Horne, 92, amerikansk sångare och skådespelare
- 2011
  - David Cairns, 44, brittisk Labourpolitiker, parlamentsledamot sedan 2001
  - Dolores Fuller, 88, amerikansk skådespelare
  - Lidia Gueiler Tejada, 89, boliviansk politiker, Bolivias tillförordnade president 1979–1980
  - Ivo Pešák, 66, tjeckisk dansare, sångare och komiker
  - Wouter Weylandt, 26, belgisk cyklist
- 2012
  - Vidal Sassoon, 84, brittisk frisör och hårstylist
  - Thomas von Vegesack, 83, svensk litteraturvetare
- 2013 – Ottavio Missoni, 92, italiensk modeskapare och häcklöpare
- 2014
  - Harlan Mathews, 87, amerikansk demokratisk politiker, senator för Tennessee 1993–1994
  - Mel Patton, 89, amerikansk friidrottare
  - Mary Stewart, 97, brittisk författare
- 2016 – Tage Severin, 85, svensk skådespelare och sångare
- 2020
  - Kristina Lugn, 71, svensk poet och dramatiker, ledamot av Svenska Akademien
  - Little Richard, 87, amerikansk rockartist, sångare och pianist
- 2024 – Roger Corman, 98, amerikansk regissör, producent och manusförfattare